# العلاقات التشيكية البليزية
العلاقات التشيكية البليزية هي العلاقات الثنائية التي تجمع بين التشيك وبليز.

## مقارنة بين البلدين
هذه مقارنة عامة ومرجعية للدولتين:
| وجه المقارنة                                              | التشيك                                                                            | بليز         |
| --------------------------------------------------------- | --------------------------------------------------------------------------------- | ------------ |
| المساحة (كم2)                                             | 78.87 ألف                                                                         | 22.97 ألف    |
| عدد السكان (نسمة)                                         | 10.52 مليون                                                                       | 374.68 ألف   |
| الكثافة السكانية (ن./كم²)                                 | 133.38                                                                            | 16.31        |
| العاصمة                                                   | براغ                                                                              | بلموبان      |
| اللغة الرسمية                                             | اللغة التشيكية                                                                    | لغة إنجليزية |
| العملة                                                    | كرونة تشيكية، كرونة تشيكوسلوفاكية                                                 | دولار بليزي  |
| الناتج المحلي الإجمالي (بليون دولار)                      | 215.73 مليار                                                                      | 1.84 مليار   |
| الناتج المحلي الإجمالي (تعادل القوة الشرائية) بليون دولار | 356.15 مليار                                                                      | 3.05 مليار   |
| الناتج المحلي الإجمالي الاسمي للفرد دولار أمريكي          | 17.55 ألف                                                                         | 4.88 ألف     |
| الناتج المحلي الإجمالي للفرد دولار أمريكي                 | 31.19 ألف                                                                         | 8.42 ألف     |
| مؤشر التنمية البشرية                                      | 0.878                                                                             | 0.715        |
| رمز المكالمات الدولي                                      | +420                                                                              | +501         |
| رمز الإنترنت                                              | .cz                                                                               | .bz          |
| المنطقة الزمنية                                           | ت ع م+01:00، ت ع م+02:00، توقيت وسط أوروبا، توقيت وسط أوروبا الصيفي، أوروبا/براغ ‏ | 00           |

## منظمات دولية مشتركة
يشترك البلدان في عضوية مجموعة من المنظمات الدولية، منها:
| علم المنظمة | اسم المنظمة                        | تاريخ انضمام التشيك | تاريخ انضمام بليز |
| ----------- | ---------------------------------- | ------------------- | ----------------- |
|             | مؤسسة التنمية الدولية              | 1993                | 19 مارس 1982      |
|             | يونسكو                             | 22 فبراير 1993      | 10 مايو 1982      |
|             | مؤسسة التمويل الدولية              | 1993                | 19 مارس 1982      |
|             | منظمة حظر الأسلحة الكيميائية       | ?                   | ?                 |
|             | الأمم المتحدة                      | 19 يناير 1993       | 25 سبتمبر 1981    |
|             | الاتحاد الدولي للاتصالات           | 1993                | 16 ديسمبر 1981    |
|             | منظمة الشرطة الجنائية الدولية      | ?                   | ?                 |
|             | البنك الدولي للإنشاء والتعمير      | 1993                | 19 مارس 1982      |
|             | الاتحاد البريدي العالمي            | ?                   | ?                 |
|             | وكالة ضمان الاستثمار متعدد الأطراف | 1993                | 29 يونيو 1992     |
|             | منظمة التجارة العالمية             | ?                   | ?                 |
|             | الفريق المعني برصد الأرض           | ?                   | ?                 |

## وصلات خارجية
- موقع وزارة الخارجية التشيكية
- موقع وزارة الخارجية البليزية